# Лісовий захисний пояс ВПР

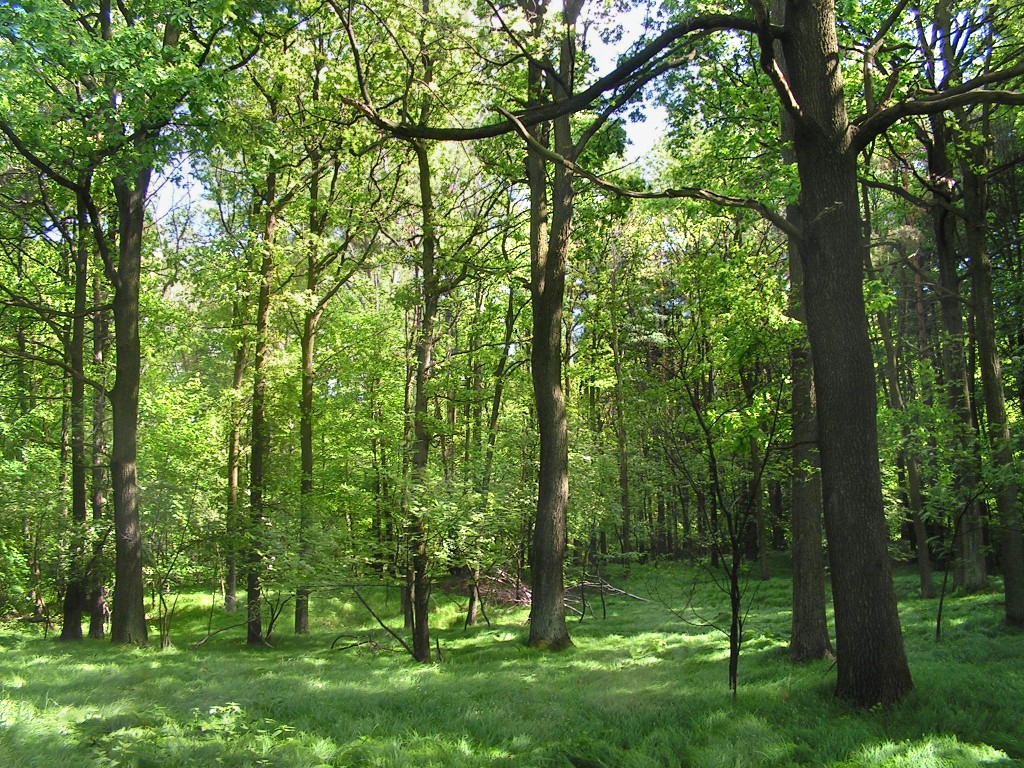
Природний заповідник «Мурцковський ліс»

Лісовий захисний пояс ВПР (пол. Leśny pas ochronny GOP) — лісовий масив у Польщі, який оточує Верхньосілезький промисловий район (ВПР).
Лісовий пояс простягається з півночі ВПР, з верхньої частини Гливицького повіту, вздовж Тарногурського повіту та понад Бендзинським повітом. У районі Заверців пояс звужується і повертає на південь (східна частина ВПР), вузькою смугою пролягає в район Освенцима. Поблизу Освенцима повертає на захід (південна частина ВПР), тягнеться широкою смугою уздовж Берунсько-Лендзінського повіту попід Тихами і Міколовським повітом до міста Червйонка-Лещини. У цій місцевості повертає на північ (західна частина ВПР) і простягається далі на північ уздовж Гливицького повіту. Лісовий захисний пояс ВПР поблизу м. Гливиці й Тарновських Гур є частиною Люблінецьких лісів.
Багато міст ВПР оточено лісами з багатьох боків. Деякі з них мають ліси і у своїх адміністративних межах. Значну частину лісів включають, зокрема, такі міста: Мястечко-Шльонське, Тихи, Лазиська-Гурне, Червйонка-Лещини і Катовиці. Ліси в Катовицях становлять 1,7% усіх лісів у воєводстві, роблячи місто Катовиці найбільш залісненим містом Сілезького воєводства.
До складу Лісового захисного поясу ВПР входять такі парки і природні заповідники:
- Ландшафтний парк орлиних гнізд (на північно-східній частині ВПР)
- Тенчинський ландшафтний парк (на східній частині ВПР)
- Ландшафтний парк «Цистерські ландшафтні композиції Великих Руд» (на південно-західній частині ВПР)
- Катовицький лісопарк (у південній частині ВПР, у межах Катовиць)
- Природно-ландшафтний комплекс «Урочище Бучина» (між Руда-Шльонська, Хожувом і Катовицями)
- Природний заповідник «Мурцковський ліс» (у південній частині ВПР, у межах Катовиць)
- Природний заповідник «Охоєць» (у південній частині ВПР, у межах Катовиць)

За комуністичного режиму, коли виник Лісовий захисний пояс, багато промислових підприємств будували власні санітарно-курортні заклади — часто над ставками або природними водоймами. Одним з найпопулярніших таких курортів був «Старганєц», створений металургійним заводом «Гута Байльдон» і розміщений на межі між Катовицями і Міколувом.